# サン＝マンデ
サン＝マンデ （Saint-Mandé）は、フランス、イル＝ド＝フランス地域圏、ヴァル＝ド＝マルヌ県のコミューン。

## 地理

サン＝マンデの位置

サン＝マンデは、ヴァンセンヌ、モントルイユ、パリ12区および20区と接している。
サン＝マンデはわずか92エーカーしかない。これは、19世紀にパリのベル・エール地区（fr、現在の12区を含む）から切り離され、1929年まで近接するヴァンセンヌの森に依存していた歴史を持つためである。したがって、現在のサン＝マンデの狭いエリアは、人口密度が自動的に上がった。1平方kmに24,000人以上が暮らす、ヨーロッパ有数の人口密度の高さだが、境界を接する12区も同様である。
サン＝マンデは南北をジェネラル・ド・ゴール大通りが、東西を国道34号線が走る。

## 由来
6世紀、ブルトン人の修道士、聖モーデズ（fr）が生まれた。10世紀、彼の聖遺物が現在のサン＝マンデの地に運ばれた。そして礼拝堂が彼の名を讃えて建てられた。

## 歴史

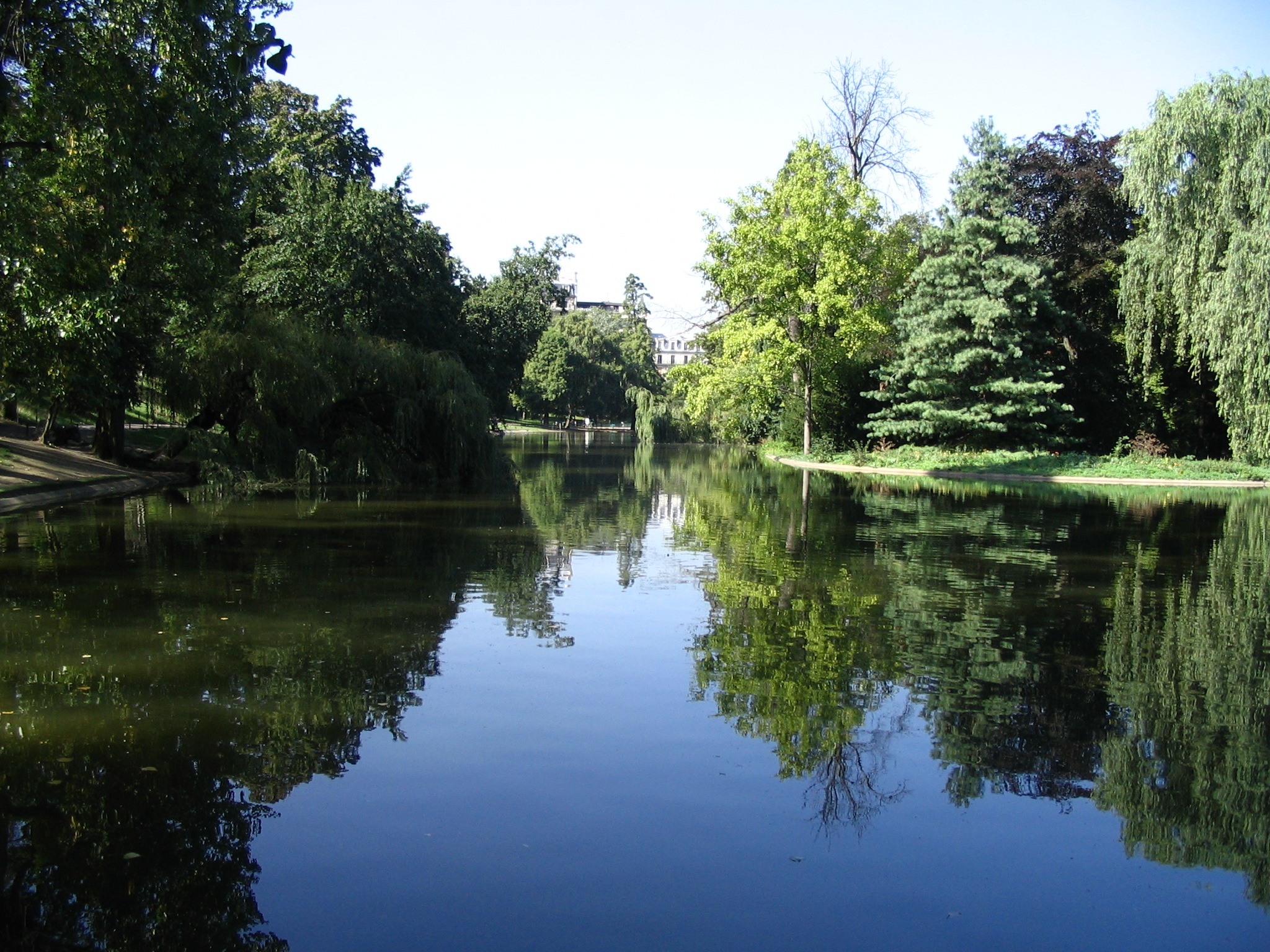
ヴァンセンヌの森との境にあるサン＝マンデ湖

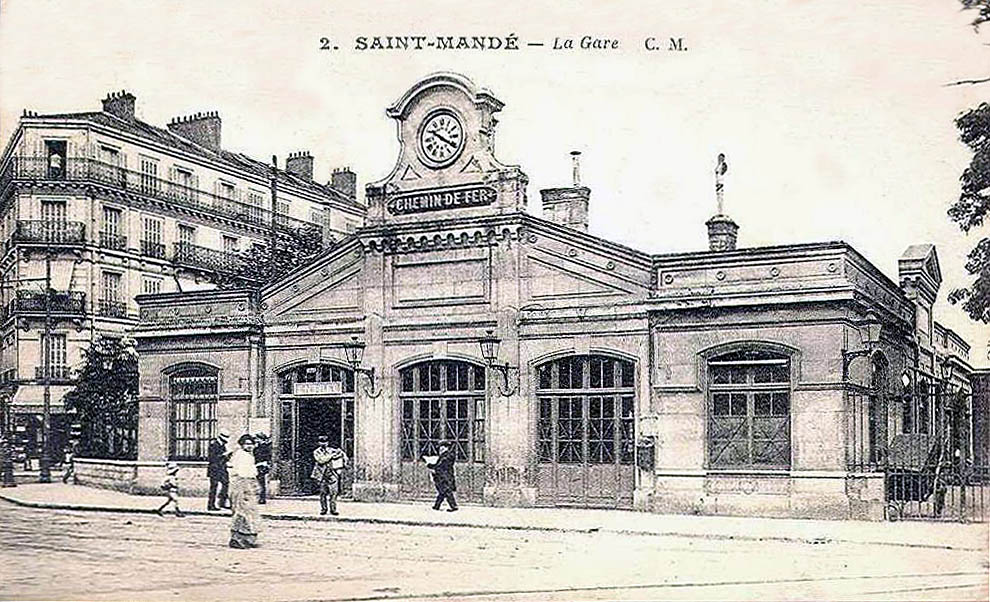
1900年頃のサン＝マンデ駅

11世紀終わり、礼拝堂の周囲に数軒の住宅が集まる集落があった。1274年、王家の狩猟場であったヴァンセンヌを囲い込むため、フィリップ3世指揮のもと城壁が建設された。壁の外に村が再建され、ショージエ・ド・レスタン（Chaussiée de l'Estanc）が掘られた。
14世紀、ヴァンセンヌ防衛用に砲台がつくられた。砲台があった場所にはその名が残っている。16世紀の城の跡は何の痕跡も残っていない。
1654年、大蔵卿ニコラ・フーケは、王太后アンヌ・ドートリッシュの女官で、若いルイ14世の寵愛を受けたカトリーヌ・ド・ボーヴェの所領を購入した。アンドレ・ル・ノートルの手による、庭園で囲まれた豪奢な邸宅は、既にヴォー＝ル＝ヴィコント城の姿を前もって示していた。錚々たる人々がここを訪れた。マザラン、王弟オルレアン公とその妻アンリエット・ダングルテール、イングランド王妃ヘンリエッタ・マリア、そしてルイ14世である。その他、シャルル・ルブラン、ジャン・ド・ラ・フォンテーヌ、セヴィニエ夫人、ピエール・コルネイユ、モリエールらもいた。1661年、コルベールの命令でフーケが逮捕されると、彼の持っていた領地は略奪され接収され、1705年に修道会へ売り渡された。
1790年、サン＝マンデは独立した自治体となった。19世紀から20世紀の忌まわしい出来事がサン＝マンデに降りかかり、連続してパリの拡張が数回行われ面積を減らしている。1844年に行われたティエールの城壁事業で、壁の内側となった部分は1860年にパリの行政区となったために、サン＝マンデはコミューン面積を大幅に減らした。同じ時代、ヴァンセンヌ線（fr）の建設が始まった。現在のRER路線である。1929年、最終的に、サン＝マンデの広大な無人の土地であるヴァンセンヌの森がパリへ併合された。1960年代、サン＝マンデとパリ12区を隔たてるラ・ゾーヌ（fr、古い城壁の近く）の上にペリフェリックが建設された。コンクリートの壁の陰で、19世紀後半に建てられた建物や中産階級のマンションが守られている。

## 交通
- 鉄道 - パリメトロ1号線サン＝マンデ駅、ベロー駅。パリメトロ8号線ポルト・ドレ駅

## 関係者

### 出身者
- アリス・ギイ：初の女性映画監督
- マルティーヌ・キャロル：女優
- クローデット・コルベール：女優
- ガエタン・シャルボニエ：サッカー選手
- フレデリック・ディーファンタル：俳優
- ピエール・コシュロー：オルガン奏者
- ジャン＝クロード・メジエール：漫画家
- フローラ・トリスタン：作家

### ゆかりある人物
- ジャン・ムーラン：レジスタンス活動家

## 姉妹都市
- ウォルサム・フォレスト区（ロンドン）、イギリス
- エシュヴェーケ、ドイツ
- コンコード (マサチューセッツ州)、アメリカ合衆国
- トレス・カンポス、スペイン

## ギャラリー

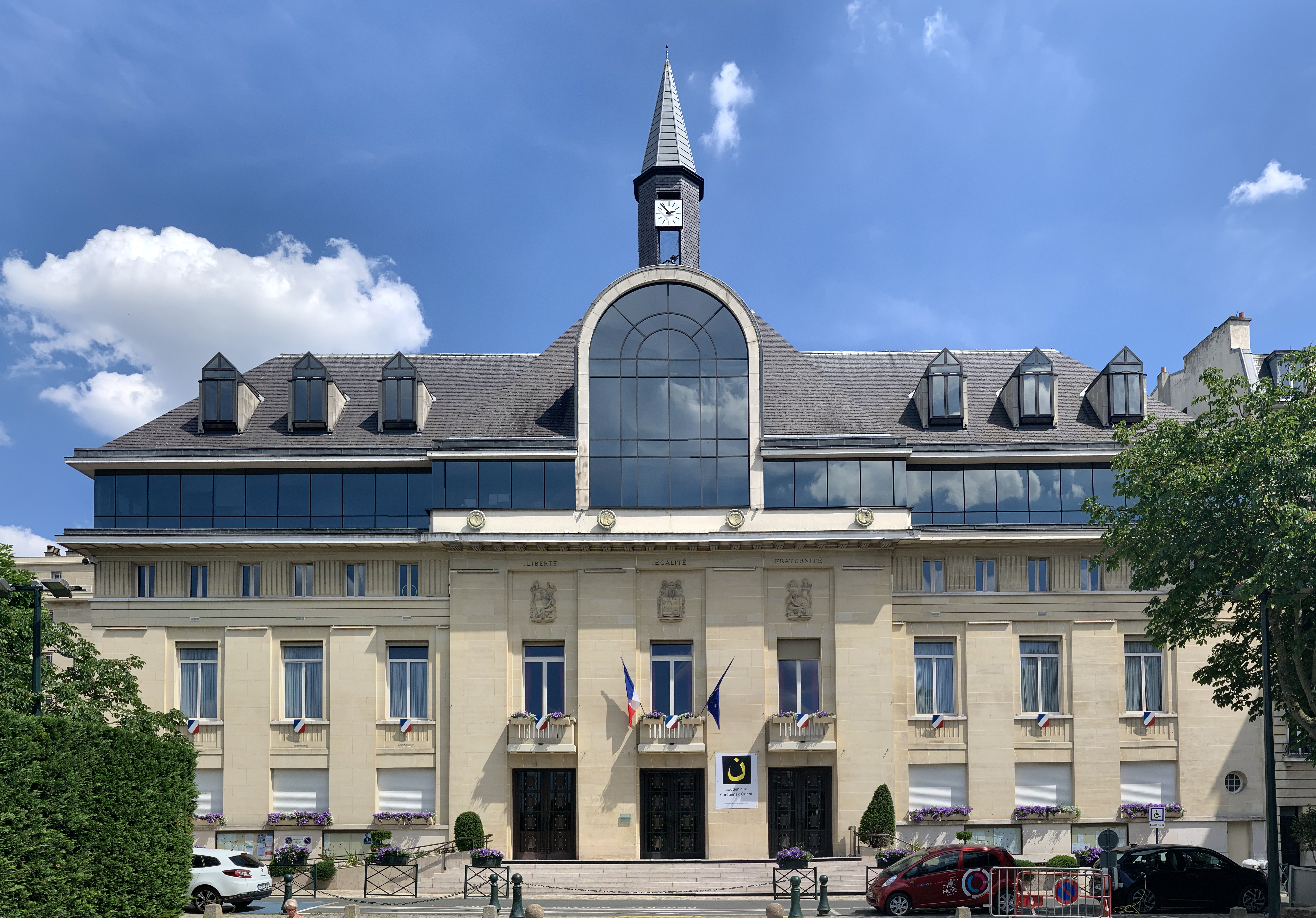
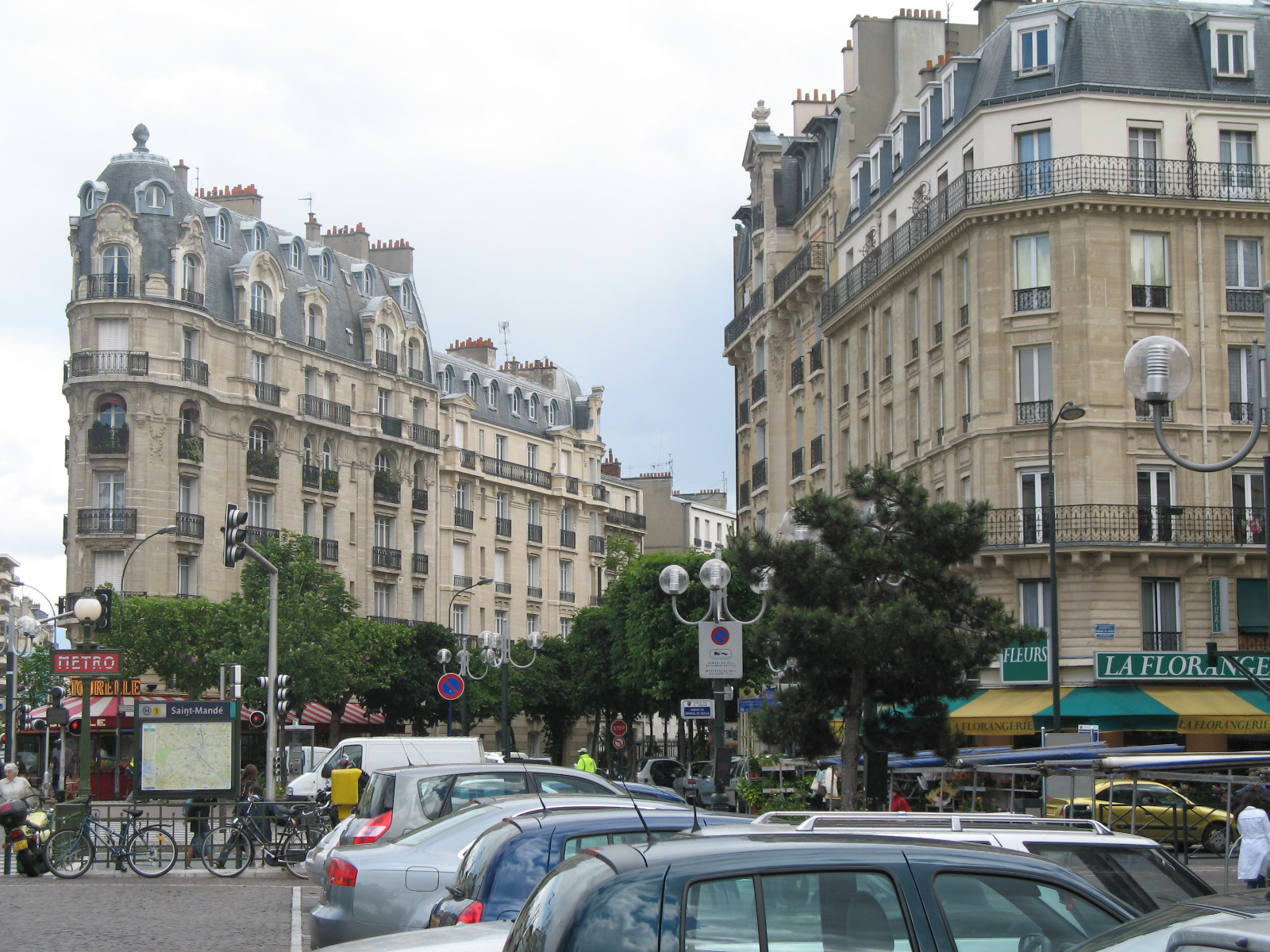
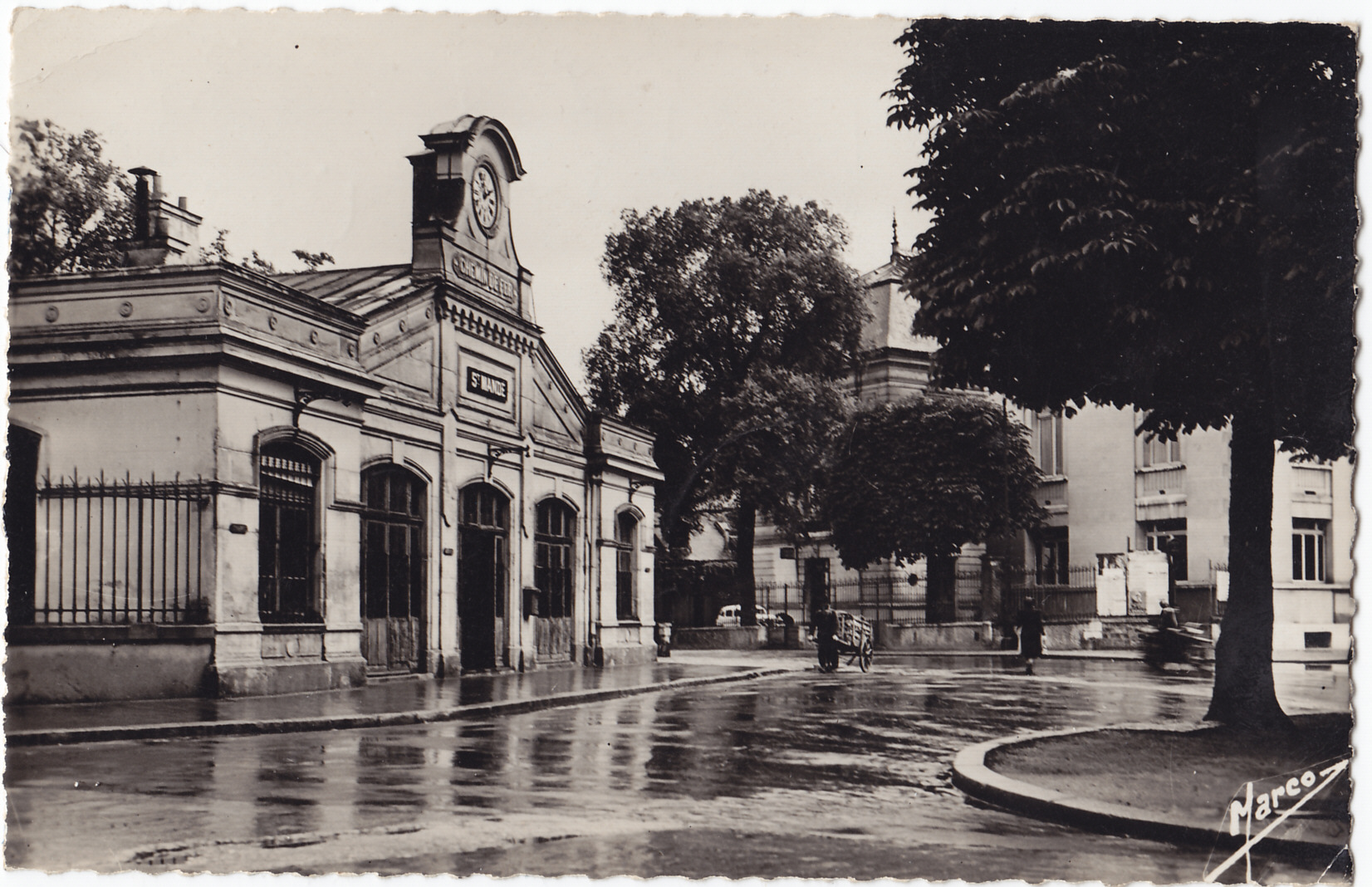
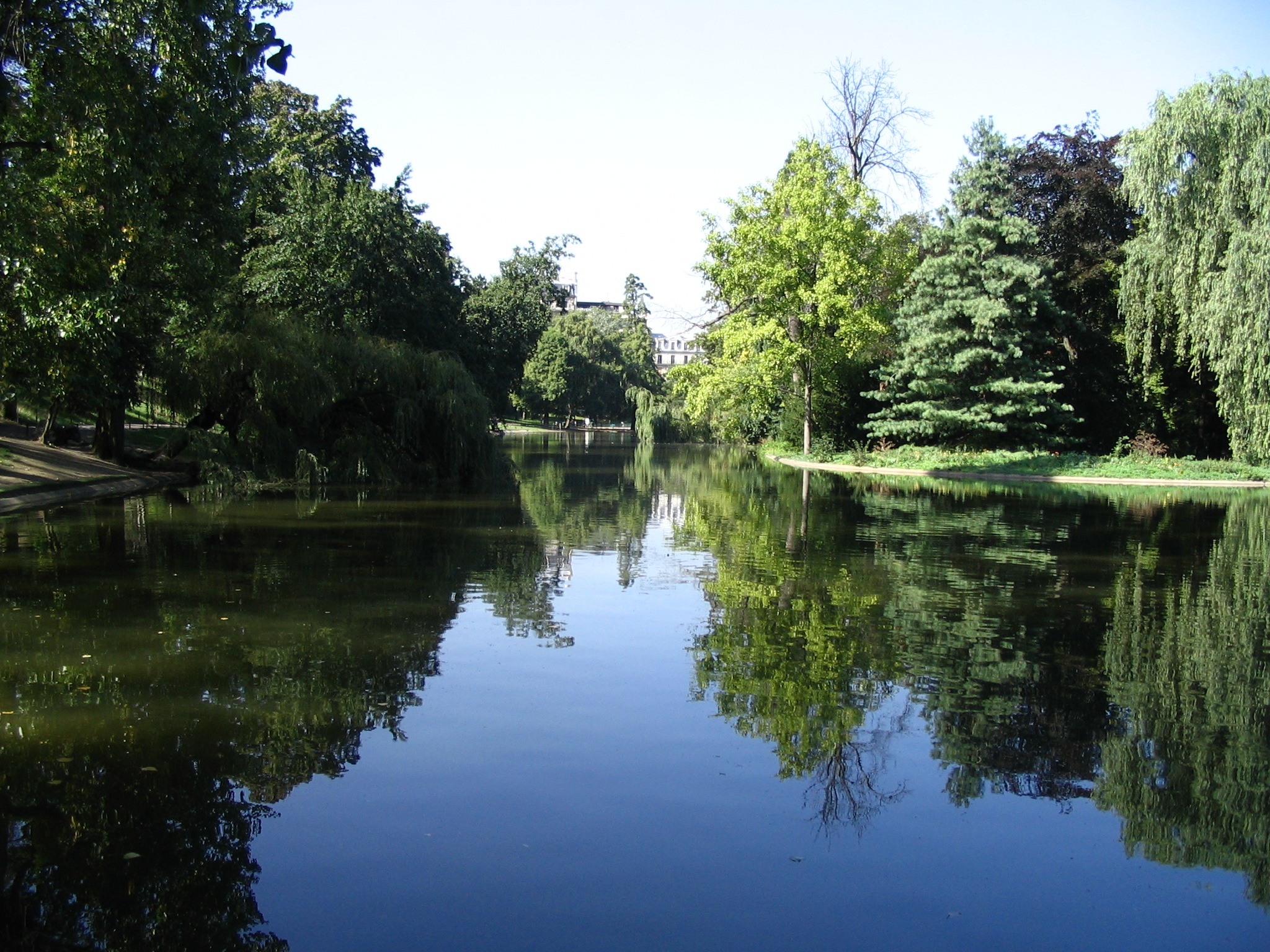
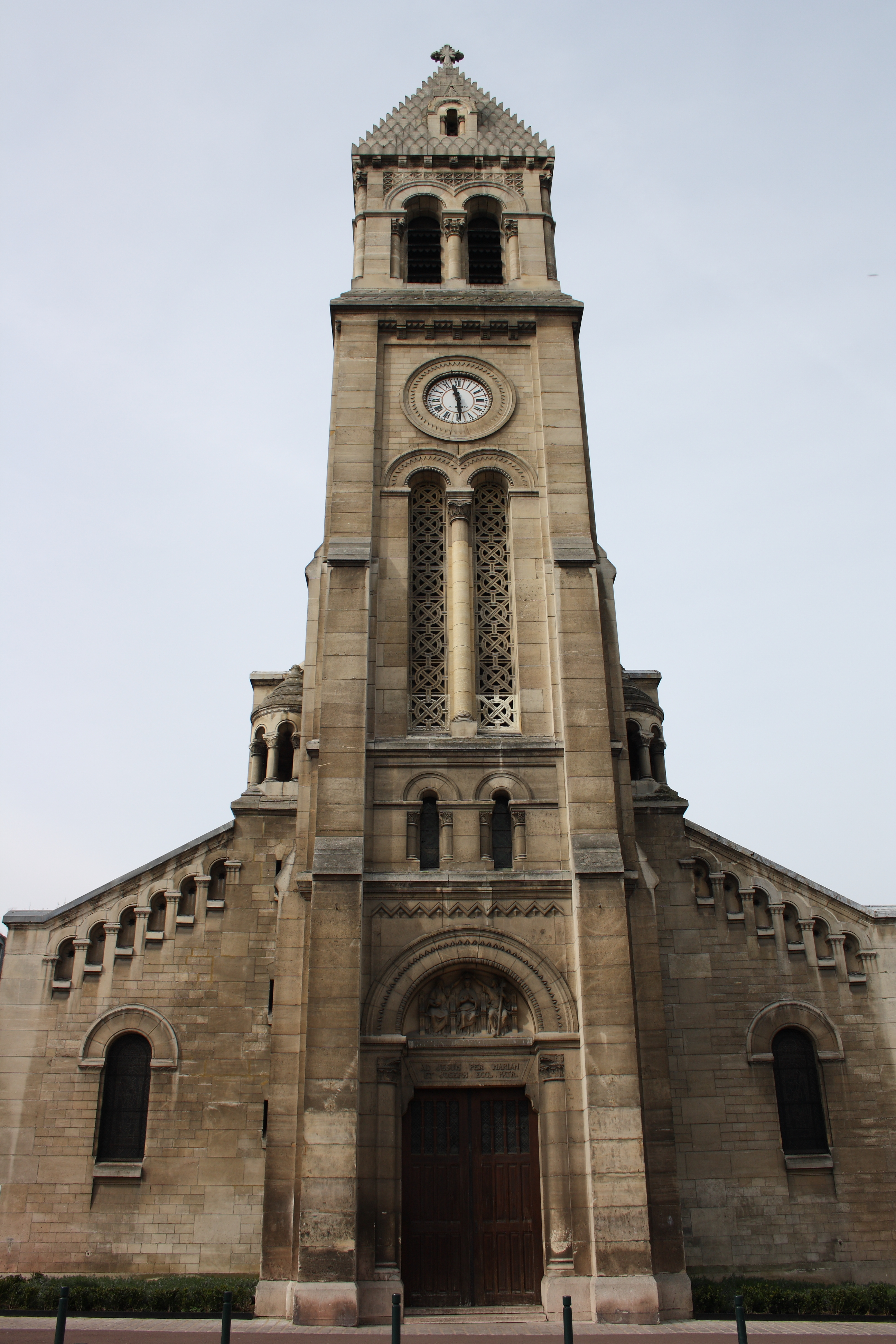
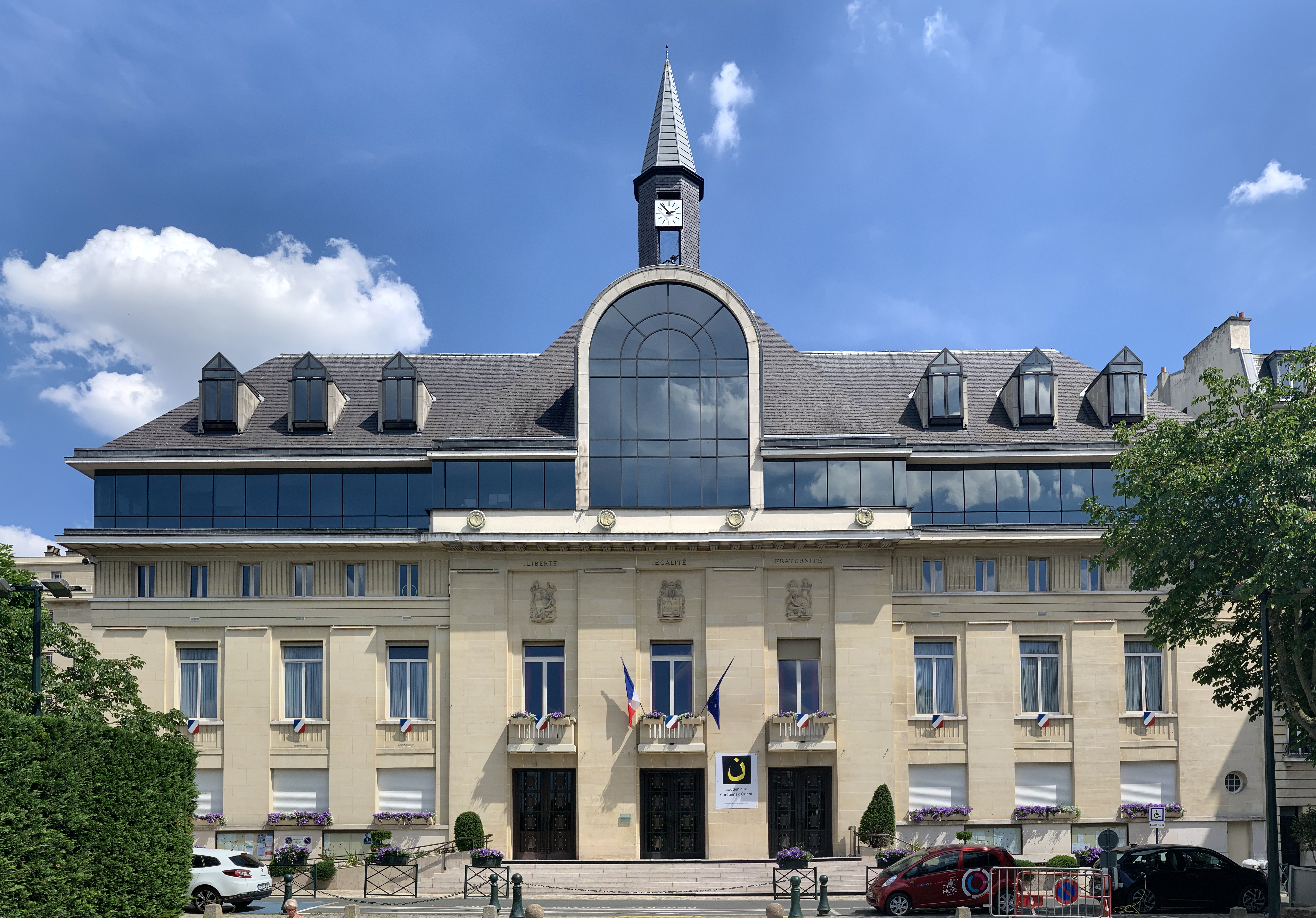